# Phryges
Phryges ([fʁiʒ]) (số ít: Phryge) là linh vật chính thức của Thế vận hội Mùa hè 2024 và Thế vận hội Người khuyết tật Mùa hè 2024 được tổ chức tại Paris, Pháp. Linh vật được lấy cảm hứng từ hai chiếc mũ Phrygian, một biểu tượng của nước Pháp.

### Nguồn gốc

Bức họa Nữ thần Tự do dẫn dắt nhân dân của Eugène Delacroix (1830) kỷ niệm Cách mạng tháng Bảy, hiện đang được trưng bày tại Bảo tàng Louvre. Trong bức họa này có thể thấy hình tượng Marianne đang đội mũ Phrygian.

## Tiếp nhận

Phryge Olympique tạiAthens,tiếng Hy Lạp
Linh vật Phryges được bán ở Bordeaux, Pháp
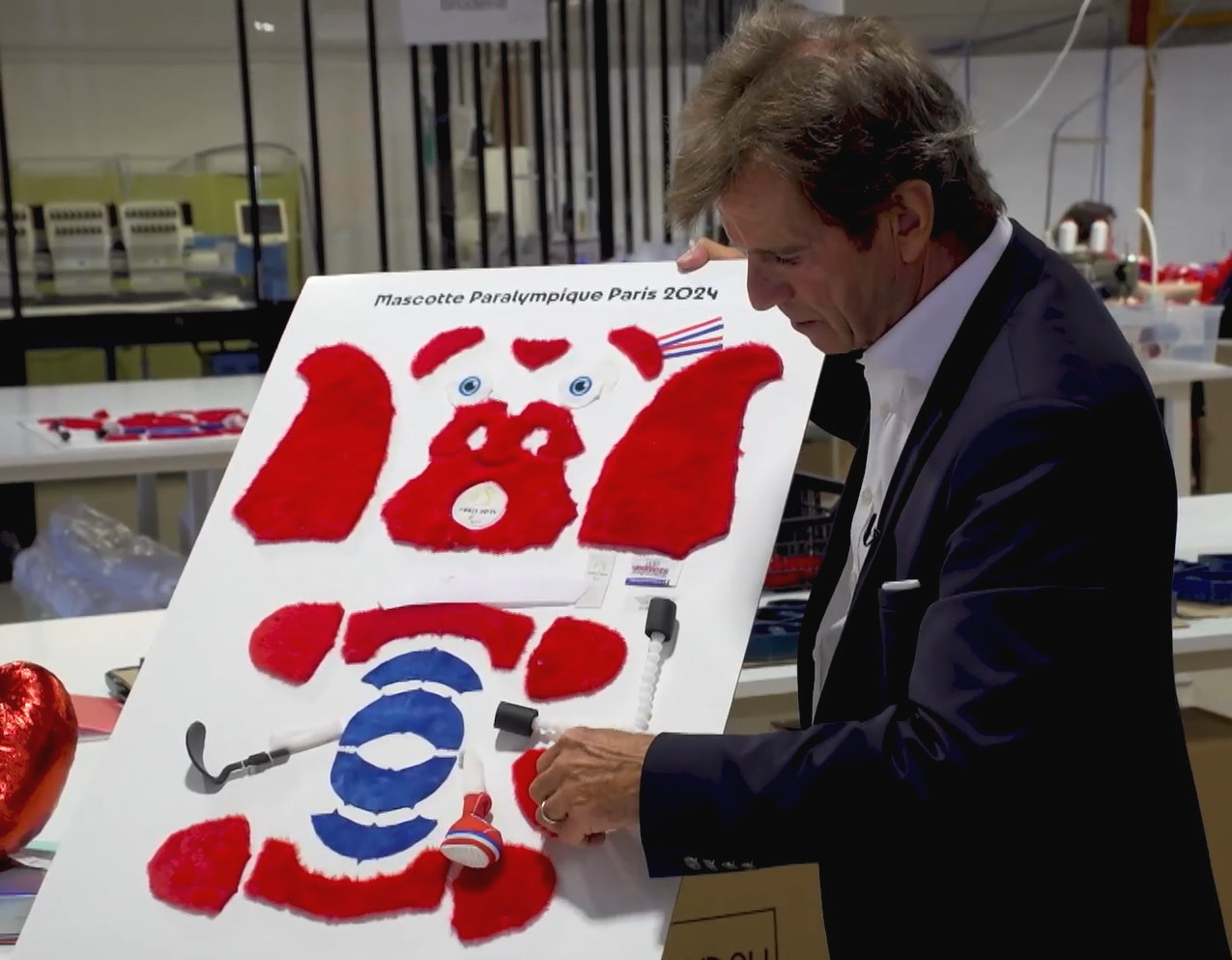
Chi tiết sản phẩm Phryge

## Lịch sử